# Mariinsk
Mariinsky é uma cidade (desde 1856) no Oblast de Kemerovo, na Rússia. É o centro administrativo do distrito de Mariinsky, que forma o assentamento urbano de Mariinsky. De acordo com a ordem do Governo da Federação Russa “Sobre a aprovação da lista de cidades com produção própria”, datada de 29 de julho de 2014, o assentamento urbano de Mariinsky está incluído na categoria “Municípios de produção própria da Federação Russa (cidades de produção própria), que apresentam riscos de deterioração do status socioeconômico”. 

## Geografia
A cidade está localizada na margem esquerda do rio Kiia (afluente do Tchulim, na bacia do Ob), a 178 km de Kemerovo. O alívio da cidade é principalmente plano. A temperatura média anual em Mariinsk é de -0,1°C. O clima é fortemente continental.

## Fuso horário
Mariinsk, como todo o Oblast de Kemerovo, está no fuso horário MSC +4 (UTC +7:00).
Em 14 de setembro de 2009, o Governo da Federação Russa adotou uma resolução sobre a aplicação de um quinto fuso horário – o horário de Omsk no território da Região de Kemerovo. A transição para um novo fuso horário na região ocorreu em 28 de março de 2010, quando uma transição planejada para o horário de verão foi realizada na Rússia. Como resultado, a diferença de tempo entre o Mariinsk e Moscou foi reduzida de quatro para três horas.
Em 1º de julho de 2014, o conselho do governo aprovou uma resolução sobre o uso do sexto fuso horário no território das regiões de Kemerovo - Krasnoyarsk durante a transição planejada para o inverno. Como resultado, a diferença de tempo entre Mariinsky e Moscou aumentou novamente de três para quatro horas.

## História
Antes do advento dos assentamentos russos, os tátaros tchulim de língua turca viviam na região de Mariinsk. Em sua etnogênese, os componentes locais e mais antigos de substrato Samoieda e Ket desempenharam uma participação importante.
Uma das interpretações do nome do rio Kii eleva o hidronímico à palavra de Selkup “ky”, que significa “rio”. De acordo com outra versão, a palavra “kiia” é de origem turca e significa “encosta pedregosa, falésia”.
Depois de Novokuznetsk, Mariinsk é considerada a cidade mais antiga do Kuzbass. A aldeia russa “Kiyskoe” foi fundada em 1698. Ela se localizava na estrada principal de Moscou. O assentamento recebeu o status de cidade em 1856, mas ao longo do ano seguinte manteve o nome "Kiyskoe". Em 1857, foi renomeado em honra à Imperatriz Maria Alexandrovna (1824 - 1880), esposa de Alexandre II. No verão de 1891, durante a construção da Ferrovia Transiberiana na província de Tomsk, Nicolau II, então príncipe herdeiro, visitou Mariinsk.
O distrito de Mariinsk foi formado principalmente devido a camponeses que foram reassentados na Sibéria oriundos da Rússia Central e Ucrânia durante o período de repressão. A maioria deles continuou a se dedicar à agricultura. Outras atividades da população local foram o comércio, a produção em pequena escala e a mineração de ouro. Em 1858, a população da cidade era de 3.671 pessoas, em 1897 de cerca de 8,5 mil e em 1913 já era de mais de 14 mil. Mariinsk era considerada uma cidade bastante grande, um centro de comércio e transporte. Perto de Mariinsk o engenheiro E. K. Knorre construiu uma ponte ferroviária sobre o Kiya (1895) e a estação foi aberta. No final do século XIX havia algumas fábricas em Mariinsk: 4 de tijolos, de cerâmica, de cerveja, 2 de sabonetes e 3 curtumes com um volume de negócios total de não mais de 20 mil rublos.
O fato de a cidade ser um lugar “alegre” é evidenciado, em particular, pelo fato de ter igrejas de várias denominações. Duas igrejas ortodoxas (Catedral de São Nicolau e uma igreja de madeira com cemitério), uma igreja católica e uma sinagoga. A maioria destes templos foi demolido depois de 1917.

## Revolução de 1905
A rebelião dos soldados, chamada revolta revolucionária pela historiografia soviética, ocorreu em Mariinsk no final de novembro de 1905. No final de novembro, soldados  começaram a mostrar descontentamento com seu comando e exigiram o pagamento de dinheiro de forragem. Às 12h do dia 25 de novembro, uma multidão de soldados, alguns armados, reuniram-se no mercado e atacaram as lojas de mercadores (a maioria judeus). Durante os confrontos, um pequeno mercador Petrov foi assassinado e outro dono de loja (Jew Edelstein) foi ferido. Após a procissão, organizada por autoridades locais e padres, alguns soldados entregaram suas armas voluntariamente, mas se recusaram a entregar as coisas saqueadas. Poucos dias depois, a situação na cidade estava bastante tensa, mas não ocorreram confrontos abertos: o único caso de roubo ocorreu na noite de 29 de novembro, quando uma mulher foi espancada e roubada por soldados. Após esses eventos, o conselho Municipal decidiu fortalecer a polícia local. Cerca de um ano depois, no outono de 1906, rumores sobre os eventos do ano anterior começaram a se espalhar pela cidade: pessoas, incluindo policiais, disseram que os pogroms de lojas judias aconteceram com o conhecimento do prefeito Joseph Trifonovich Savelyev e esse, sendo comerciante, supostamente se aproveitou da situação e das mãos do soldado que causaram danos significativos aos concorrentes de comércio.

## População
Em 1º de janeiro de 2018, em termos de população, a cidade estava na 401ª posição entre as 1113 cidades da Federação Russa.

## Educação
Há na cidade escolas, jardins da infância e as instituições de ensino superior:
- Faculdade da Politécnica de Mariinsk
- Faculdade Pedagógica de Mariinsk Imperatriz Maria Alexandrovna

Além delas, há uma pequena filial da faculdade de medicina regional de Kemerovo.

## Economia
O distrito de Mariinsky é predominantemente agrícola. Indústrias de vodka e ferrovia também dominam a economia.
- Empresa Siberiana de Vodka - fabricante de vodka
- Fábrica Destilaria de Mariinsk - fabricante de vodka e licor.
- Reparação e construção de estradas

No distrito de Mariinsk encontram-se os seguintes minerais: areia clara, argila branca (usada para produção de tijolos) e turfa.

## Transporte
Rodovia federal S255 Sibéria, rodovia R 400 de Tomsk.
Estação Ferroviária da Ferrovia Krasnoyarsk.

## Cultura
A cidade tem um museu de história local, um museu de casca de bétula e a casa-museu do escritor V. A. Tchivilikhin.
Em 15 de setembro de 2007, um monumento à Imperatriz Maria Alexandrovna foi inaugurado em Mariinsk, que deu seu nome à cidade.
Em 23 de outubro de 2009, um monumento ao Imperador Alexandre II foi inaugurado em Mariinsk, um busto de bronze em um pedestal. Recriado de acordo com o modelo histórico do busto do Imperador, estabelecido em Mariinsk em 1914, o original é agora mantido no Museu de história local de Tomsk.
Há um memorial às vítimas do Siblag.

## Cidadãos famosos
- Vladimir Alekseevitch Tchivilikhin (1928-1984) - escritor soviético e russo. Vencedor do Prêmio Estatal da URSS (1982).
- Iury Fedorovitch Iarov (1942) - Secretário Executivo da CEI de 1999 a 2004.